# Os Caça-Fantasmas 2
Os Caça-Fantasmas 2 (em inglês:  Ghostbusters II) é um filme americano de 1989, continuação do filme homônimo de 1984 também dirigido por Ivan Reitman. O filme de comédia/ficção mostra as aventuras de um grupo de parapsicologistas em uma organização que combate atividades paranormais ("fantasmas"). A sequência foi, até então, a maior arrecadação de bilheterias no cinema nos três primeiros dias de exibição (US$ 29.472.894,00), recorde que só foi quebrado na semana inicial da exibição de Batman (US$ 40.505.884,00). No geral, o filme foi bem recebido pelos fãs, recebendo também críticas variadas.

## Sinopse
Cinco anos depois dos acontecimentos no primeiro "Ghostbusters", os quatro integrantes do grupo encontram-se a resolver problemas paralelos, uma vez que a cidade está praticamente sem novas atividades paranormais. Ray Statnz com Winston Zeddemore agora elaboram festas de aniversários para crianças,usando o seu equipamento de caça-fantasmas como um tipo de diversão. Ray é dono de uma livraria, Peter Venkman tem o seu próprio show de TV sobre psiquiatria, enquanto Egon Spengler continua com as pesquisas paranormais. Dana Barrett tem um filho chamado Oscar e trabalha na restauração de pinturas antigas. O seu chefe, o dr. Janosz Poha, trabalha na restauração de um quadro de Vigo the Carpathian, um cruel ditador da Moldávia do século XVI.
Certo dia, quando Dana empurra o seu carrinho de bebê de Oscar, uma gosma emerge de uma fenda na rua, fazendo com que o carrinho corra sozinho para o meio da rua lotada. Apavorada, Dana pede auxílio a Egon, enquanto Peter e Ray também resolvem ajudar. Trajados de trabalhadores normais, os três caça-fantasmas vão para as galerias subterrâneas da cidade e descobrem um rio de gosma a fluir sobre uma linha de Metrô abandonada. Quando são surpreendidos por um policial, Ray é atacado pela gosma e cai no rio vermelho. De volta a superfície, ele adverte sobre a grande quantidade de energia que corre pelo rio, o que poderia causar eventualmente um black out. Os três são presos por fraude. Enquanto isso, no museu, o chefe de Dana, Janosz, está a trabalhar no retrato de Vigo quando esse retorna a vida, através do seu espírito. Ele toma posse do corpo de Janosz e obriga-o a trazer o bebê de Dana.
No tribunal, os três caça-fantasmas são julgados pelo Juiz Wexler (Harris Yulin) e defendem-se através do seu amigo Louis Tully (Rick Moranis). Os equipamentos dos caça-fantasmas e a gosma de amostra são retidas como evidências. Como consequência dos atos negativos do juiz, a gosma reage ganhando tamanho e força. Os caça-fantasmas perdem a causa e são sentenciados a prisão. Com os gritos de ordem do juiz Wexler contra os três, a gosma alimenta-se de emoções negativas, eventualmente com pequenas explosões de bolhas e lançando alguns fantasmas zangados. Então, Wexler ordena que os caça-fantasmas intervenham e cancela a sentença de prisão contra eles. Os caça-fantasmas percebem que a gosma se alimenta do "estado emocional" das pessoas ao seu redor. Quanto mais frases e atitudes são negativas, mais a gosma cresce, enquanto atitudes positivas lhe dá algumas habilidades.
Peter visita Dana no museu um dia e vê a pintura de Vigo. Alerta Egon e Ray sobre o estranho retrato, quando descobre que ele foi um poderoso e maldoso ditador que comandava a mão de ferro, além de ter vivido por 105 anos antes de ser executado. Quando investigam a gravura, descobrem que há um rio de gosma no retrato exatamente como aquele nas linhas de metro da cidade de Nova York. Assim, eles voltam aos túneis subterrâneos para investigar a fonte de energia da gosma. Concluem que a gosma é alimentada pela grande quantidade de energia negativa que toma conta da "Big Apple". Quando um deles cai no rio e sai todo lambuzado, eles começam a brigar sem controlo. Após se controlarem, descobrem que a gosma é feita de puro mal e sai da pintura de Vigo. Tentam alertar o prefeito da cidade, mas ao invés disso, eles são mandados para um sanatório pelo assistente do prefeito.
Janosz rapta Oscar, filho de Dana e leva-o para o museu, ainda sob controlo do espírito de Vigo. Quando ela entra no museu, Vigo passa a controlar todo mundo dentro do museu. O prefeito liberta os caça-fantasmas e eles vão em direção ao museu. Quando eles alertam sobre a quantidade de energia negativa da cidade, têm a idéia de usar a força positiva dos habitantes da cidade para ter vantagens. Então, decidem usar a gosma na Estátua da Liberdade com música para fazê-la mover-se. Através de muita energia positiva das pessoas, a estátua movimenta-se em direção ao museu. Os caça-fantasmas descem para salvar Dana e Oscar. Eles neutralizam Janosz, que desmaia, com lodo carregado positivamente, mas Vigo aparece em pessoa e toma posse do bebê. Um coro de "Auld Lang Syne" pelos cidadãos do lado de fora enfraquece Vigo, devolvendo-o à pintura e libertando os caça-fantasmas. Vigo momentaneamente possui Ray, e os outros caça-fantasmas o atacam com uma combinação de fluxos de prótons e lodo de humor carregado positivamente. Vestido com trajes de Caça-Fantasmas, Louis invade o museu e ataca a barreira de lodo enfraquecida ao redor do prédio com uma corrente de prótons própria. Com isso, Vigo retorna para a pintura e é destruído pelos caça-fantasmas. Quando ele retorna para a pintura, aparece uma pequena mudança na gravura, com os quatro membros do time e o bebê Oscar no centro. Ao saírem do museu na companhia de Dana, Oscar, Louis e Janosz, os caça-fantasmas são ovacionados pela multidão e em uma cerimônia posterior para restauração da estátua, recebem do prefeito, a chave da cidade.

## Elenco
- Bill Murray como Dr. Peter Venkman
- Dan Aykroyd como Dr. Raymond Stantz
- Harold Ramis como Dr. Egon Spengler
- Sigourney Weaver como Dana Barrett
- Rick Moranis como Louis Tully
- Ernie Hudson como Winston Zeddmore
- Annie Potts como Janine Melnitz
- Peter MacNicol como Janosz Poha
- Harris Yulin como Juiz Stephen Wexler
- David Margulies como Prefeito Lenny
- Kurt Fuller como Jack, assessor do prefeito
- Janet Margolin como Procuradora
- Wilhem von Homburg como Vigo
- Michael P. Moran como Frank, zelador do prédio
- Aaron Lustig como Norman, produtor
- Richard Foronjy como Supervisor da Con Ed
- Walter Flanagan como Rudy, guarda do museu
- Kevin Dunn como Milton Angland
- Chloe Webb como Elaine
- Christopher Villaseñor como Criança #1
- Jason Reitman como Criança #2
- Dave Florek como Policial
- Christopher Neame como Maitre'D
- Ralph Monaco como Sargento de Polícia
- Brian Doyle-Murray como Psiquiatra
- Ben Stein como Oficial das Obras Públicas
- Erik Holland como Comissário de Bombeiro
- Philip Baker Hall como Comissário de Polícia

## Desenvolvimento
Depois do sucesso do primeiro filme e da série animada The Real Ghostbusters, a Columbia Pictures resolveu investir na continuação. Entretanto Dan Aykroyd, Harold Ramis e Ivan Reitman achavam que apenas o primeiro filme já havia sido suficiente e estavam engajados em outros projetos. Porém, eles toparam escrever um novo roteiro. Annie Potts também trabalhava em sua própria série de TV chamada Designing Women. Todo o elenco estava satisfeito com os resultados das bilheterias e das críticas. Houve conversa sobre a possibilidade de um terceiro filme, mas foi refutada e considerada a ser lançada como um jogo de videogame, conforme o próprio Aykroyd informou a revista Game Informer, quando disse: "Para quem tem apetite para um terceiro filme, pode ter isso com o jogo de videogame"

## Adaptação em HQ
Uma das formas de divulgação do filme foi através de uma série dividida em três partes de história em quadrinhos, produzido pela NOW Comics utilizando a versão da série animada para representar os atores do filme. A versão dos quadrinhos era maior que a do filme, incluindo várias cenas que estavam no roteiro original mas que foram retiradas na versão final do filme.
Em uma dessas cenas, Ray é momentaneamente possuído por Vigo, antes da sua terceira visita ao museu, e dirige o Ecto-1 em direção aos outros caça-fantasmas tentando matá-los. Eles logo trazem Ray de volta a razão e esse pede desculpas e afirma "não saber o que aconteceu com ele".

## Trilha sonora
- "Ghostbusters", música tema do primeiro filme, cantada por Dust
- "On Our Own", de Bobby Brown, que também faz uma participação no filme como porteiro.
- "Ghostbusters", música na versão rap com a banda Run-D.M.C., escrita por Dust
- "Flip City", interpretada por Glenn Frey.
- Duas versões da música "Higher And Higher", uma cantada por Jackie Wilson e outra por Howard Huntsberry.
- "Spirit", versão rap interpretada por Doug E. Fresh & The Get Fresh Crew.
- "Flesh 'N Blood", cantada pela banda Oingo Boingo e escrita por Danny Elfman.
- "We're Back", outra música de Bobby Brown.